# ویلیام کید
ویلیام کید (به انگلیسی: William kidd) (ح. ۱۶۵۴ - ۲۳ مه ۱۷۰۱) که همچنین به عنوان کاپیتان ویلیام کید (به انگلیسی: Captain William kidd) یا به اختصار کاپیتان کید (به انگلیسی: Captain kidd) شناخته می‌شود، یک ملوان خصوصی اهل اسکاتلند بود. گزارش های متناقضی در مورد زندگی اولیه او وجود دارد، اما او به احتمال زیاد در داندی اسکاتلند به دنیا آمده و بعدا در شهر نیویورک ساکن شده است. تا سال ۱۶۹۰ کید به یک ملوان خصوصی بسیار موفق تبدیل شده بود که مأموریت حفاظت از منافع انگلیس در مستعمرات سیزده‌گانه و هند غربی را بر عهده داشت.
در سال ۱۶۹۵ کید از ارل بلومونت فرماندار نیویورک، خلیج ماساچوست و نیوهمپشایر ماموریت سلطنتی دریافت کرد تا دزدان دریایی و کشتی های فرانسوی دشمن را در اقیانوس هند شکار کند. او فرمان خدمتش دریافت کرد و با کشتی جدیدش ادونچر گالی به سفر رفت. او در این سفر خود با ادونچر گالی نتوانست به اهدافش دست بیابد، بسیاری از خدمه خود را از دست داد و با خطر شورش خدمه‌اش روبرو شد. در سال ۱۶۹۸ کید به بزرگترین جایزه اش دست یافت. او کشتی ۴۰۰ تُنی کوِدا مِرچَنت را که توسط تاجران ارمنی اجاره شده بود و کاپیتانش یک انگلیسی بود، تصرف کرد. گرچه کید احساس می‌کرد این کار مطابق با مأموریت او و کاری قانونی است، اما بر اثر این واقعه افکار عمومی و جو سیاسی در انگلستان علیه او تحریک شد و به همین علت به عنوان یک دزد دریایی غیابا محکوم شد. هنگامی که کید به بوستون بازگشت، بلومونت او را دستگیر کرد و برای محاکمه به لندن فرستاد. او در سال ۱۷۰۱ مجرم شناخته شد و در ۲۳ مه به دار آویخته شد.
زندگی کید پس از مرگش رمانتیک شد و مضامینی از زندگی او در بسیاری از داستان های مربوط به دزدی دریایی مورد استفاده قرار گرفت. این باور که او گنج های مدفونی از خود به جا گذاشته به معروف شدن او و افسانه‌اش کمک کرد و الهام بخش شکارچیان گنج در آینده شد.